# 박솔희
박솔희(1990년 1월 5일~)는 대한민국의 여행 작가이다.